# هجوم بنغازي 2012
في 11 سبتمبر 2012، تعرضت قنصلية الولايات المتحدة في بنغازي ليبيا لهجوم ردًا على فيلم براءة المسلمين الذي اعتبر مسيئا لشخص الرسول محمد عليه الصلاة السلام، استعمل فيه المتظاهرون أسلحة نارية صغيرة وقنابل يدوية أدت إلى مقتل السفير الأميركي في ليبيا كريستوفر ستيفنز وإداري المعلومات الخارجية شون سميث  موظف الأمن الأمريكي الخاص غلين دوهرتي , وعشرة من رجال الشرطة الليبية  ووصف رئيس المؤتمر الوطني الليبي محمد المقريف الهجوم بأنه كان «مدبرا وتم تنفيذه بدقة»  وقالت الإدارة الأميركية أن الهجوم كان مخططًا ولم يكن نتيجة الاحتجاجات المعارضة للفيلم المسيء  وتراجع المسؤولون عن هذا الادعاء في 15 سبتمبر 